# عتاد الشبكة

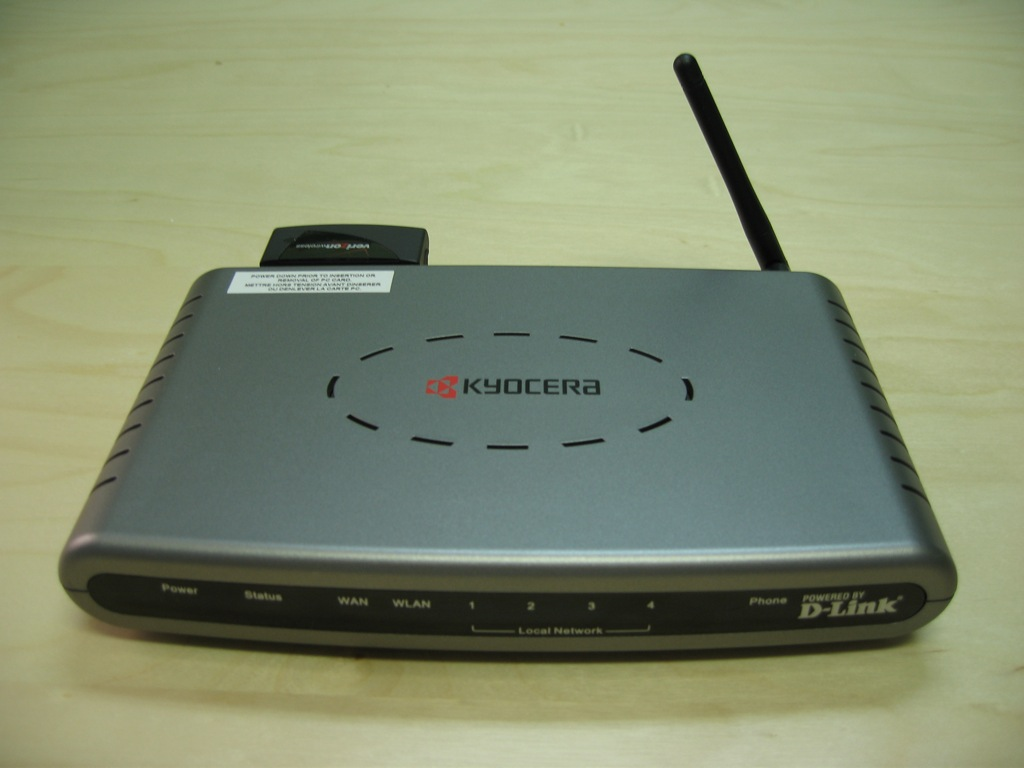

عتاد الشبكة (بالإنجليزية: Network Hardware)‏ وهي معروفة أيضاً باسم معدات الشبكة أو أجهزة الشبكات الحاسوبية، هي أجهزة مادية يتم استخدامها لإنشاء شبكات الاتصال والتفاعل بين الحواسيب والأجهزة عبر شبكة الحاسوب.
وظيفتها على وَجْه التَحديد أن تقوم بتوجيه تدفق البيانات في شبكة الحاسوب. وتسمى الوحدات التي تمثل المستقبل الأخير أو توليد البيانات باسم المضيفين أو معدات طرفية البيانات.

## ما تشمله هذه المكونات
وقد تشمل المكونات المادية لشبكات الحاسوب على البوابات وأجهزة التوجيه وجسور الشبكة وأجهزة المودم ونقاط الوصول اللاسلكية وتوصيلات الشبكات ومشغلات الخطوط والمحول والموزع والمكرر؛ وقد تشمل أيضا أجهزة شبكة مُهَجَّنَة مثل محول متعدد الطبقات ومحولات البروتوكول والموجهات وخوادم البروكسي وجدران الحماية ومترجم عناوين الشبكة ووحدات الاتصال المتعددة  وحدات التحكم في واجهة الشبكة ووحدات التحكم في واجهة الشبكة اللاسلكية ومحولات محطة ISDN  والأجهزة الأخرى ذات الصلة.
النوع الأكثر شيوعا من أجهزة الشبكات اليوم هو محول إيثرنت القائم على النحاس الذي يمثل تضمين اساسي لمعظم أنظمة الحاسوب الحديثة. أصبحت الشبكات اللاسلكية شعبية بشكل متزايد، وخاصة بالنسبة للأجهزة المحمولة  و سهلة التنقل.
تشمل أجهزة الشبكات الأخرى المستخدمة في أجهزة الكمبيوترعلى معدات مركز البيانات (مثل خوادم الملفات وخوادم قواعد البيانات ومناطق التخزين) وخدمات الشبكة (مثل DNS  و DHCP والبريد الإلكتروني وما إلى ذلك)، فضلا عن الأجهزة التي تضمن تسليم المحتوى.
يمكن النظر إلى مدى ابعد، الهواتف المحمولة، وأجهزة المساعد الرقمي الشخصي   PDAs وحتى آلات القهوة الحديثة تعتبر أيضا أجهزة شبكات. ومع تقدم التكنولوجيا وإدماج الشبكات القائمة على بروتوكول  الإنترنت في البنية التحتية للمباني والمرافق المنزلية، ستصبح أجهزة الشبكة مصطلحا غامضا نظرا للعدد  المتزايد بشكل كبير من نقاط النهاية «القادرة على التوصيل مع الشبكة».

## أجهزة محددة
البوابة: واجهة توفر التوافق بين الشبكات عن طريق تحويل سرعات الإرسال أو البروتوكولات أو الشفرات أو المقاييس الأمنية.
  الموجه: جهاز شبكي يعيد توجيه حزم البيانات بين شبكات  الحاسوب. تقوم الموجهات بوظائف «توجيه حركة المرور» على الإنترنت. وعادة ما ترسل حزمة البيانات من موجه إلى آخر عبر الشبكات التي تشكل  مجموعه من الشبكات المتصلة  حتى تصل إلى الجهاز المقصود وهو يعمل على طبقة 3.
المحول: جهاز يربط الأجهزة معا على شبكة الحاسوب، وذلك باستخدام تبديل الحزم لاستقبال البيانات ومعالجتها وإعادة توجيهها إلى الجهاز المقصود. وخلافا لموزع الشبكة الأقل تقدما، يقوم المحول بإعادة توجيه البيانات فقط إلى جهاز واحد أو عدة أجهزة تحتاج إلى استلامها، بدلا من بث نفس البيانات من كل من منافذها. وهو يعمل على طبقة 2.
الجسر: جهاز يربط أجزاء شبكة متعددة. وهو يعمل على  طبقات 1 و 2.
الموزع: يستخدم لتوصيل أجهزة إيثرنت متعددة معا وجعلها بمثابة شريحة واحدة. ولها عدة منافذ الإدخال / الإخراج، بحيث يتم ادخال الإشارة من المدخل عن طريق أي منفذ والمخرج يتم عن طريق أي منفذ باستثناء المدخل الأصلي. يعمل الموزع في الطبقة المادية (الطبقة 1).
المكرر (Repeater): هو جهاز الكتروني يستقبل إشارة ويعيد ارسالها بمستوى اعلى أو مستوى طاقة اعلى.
تشمل اجهزه الشبكة الهجينة ما يلي:
مبدل متعدد الطبقات: المبدل بالإضافة إلى انه محول على طبقة أو سي (OSI)(الطبقة الثانية)، يوفر وظائف في طبقات البروتوكولات العليا.
محول البروتوكول: هو جهاز يحول بين نوعين من الإرسال للتشغيل المتداخل.
جهاز توجيه الجسر (بروتر): هو جهاز يعمل كجسر وجهاز توجيه. يوجه الحُزم للبروتوكولات المعروفة ويعيد توجيه جميع الحزم الأخرى كجسر.
مكونات الاجهزة أو البرامج التي عادة ما توجد على نقطة اتصال شبكات مختلفة (على سبيل المثال: بين الشبكة الداخلية والشبكة الخارجية) ما يلي:
الخادم المفوَض: خدمة شبكة الحاسوب التي تتيح للعملاء إجراء اتصالات شبكات غير مباشرة بخدمات الشبكة الأخرى.
جدار الحماية: هو قطعة من الأجهزة أو البرامج وضعت على الشبكة لمنع بعض الاتصالات التي تحظرها سياسة الشبكة.،
وعادة ما يُنشئ جدار الحماية حاجزا بين شبكة داخلية آمنة وموثوق بها وشبكة خارجية أخرى، مثل الإنترنت، يفترض أنها غير آمنة أو موثوق بها.
مترجم عنوان الشبكة (NAT): خدمة الشبكة (المقدمة كجهاز أو كبرنامج) التي تحول عناوين الشبكة الداخلية إلى عناوين الشبكة الخارجية والعكس صحيح.
الأجهزة الأخرى المستخدمة لإنشاء شبكات أو اتصالات الطلب الهاتفي تشمل:
المضاعف: هو جهاز يختار إشارة واحدة فقط من إشارات كهربائية عديدة داخلة.
وحدة تحكم واجهة الشبكة (NIC): جهاز يربط جهاز كمبيوتر بشبكة كمبيوتر بواسطة الأسلاك.
وحدة تحكم واجهة الشبكة اللاسلكية: جهاز يربط الكمبيوتر المرفق بشبكة كمبيوتر تعتمد على الراديو.
المودم: الجهاز الذي ينظم الاشارات التناظرية «الناقلة» (مثل الصوت) لترميز المعلومات الرقمية، ويؤدي أيضا إلى إزالة تشكيل إشارة الموجة الحاملة لفك شفرة المعلومات المرسلة. تستخدم (على سبيل المثال) عندما يتصل جهاز الكمبيوتر بجهاز كمبيوتر آخر عبر شبكة هاتف
محول المحطة الطرفية (ISDN (TA بوابة متخصصة لشبكة ISDN.
خط السائق: هو جهاز يعمل لزيادة مسافة الإرسال عن طريق تضخيم الإشارة. تستخدم في شبكات النطاق الأساسي فقط.